# Нагірний провулок (Житомир)
Нагірний провулок — провулок в Богунському районі міста Житомира.

## Характеристики
Розташований на Павликівці. Бере початок з Чуднівської вулиці. Прямує на південь. Завершується глухим кутом неподалік берега річки Тетерів. Має перехрестя з 1-м Кривим провулком.

## Історія
Траса провулка сформувалася на початку ХХ століття. Первинна забудова почала формуватися з початку ХХ століття. 
Перша назва провулка — 5-й Безназванний. На мапі 1915 року підписаний як «провулок Чацького (колишній 5-й Безназванний провулок)». Станом на 1915 рік провулок у передмісті Павликівка. На плані 1931 року підписаний як провулок Чацького. У повоєнні роки знову мав назву 5-й Безназванний. На мапі 1942 рр. підписаний як Нагірний провулок. У 1952 році перейменований на Верхній провулок. Пізніше закріплена чинна назва.